# Cantores minores

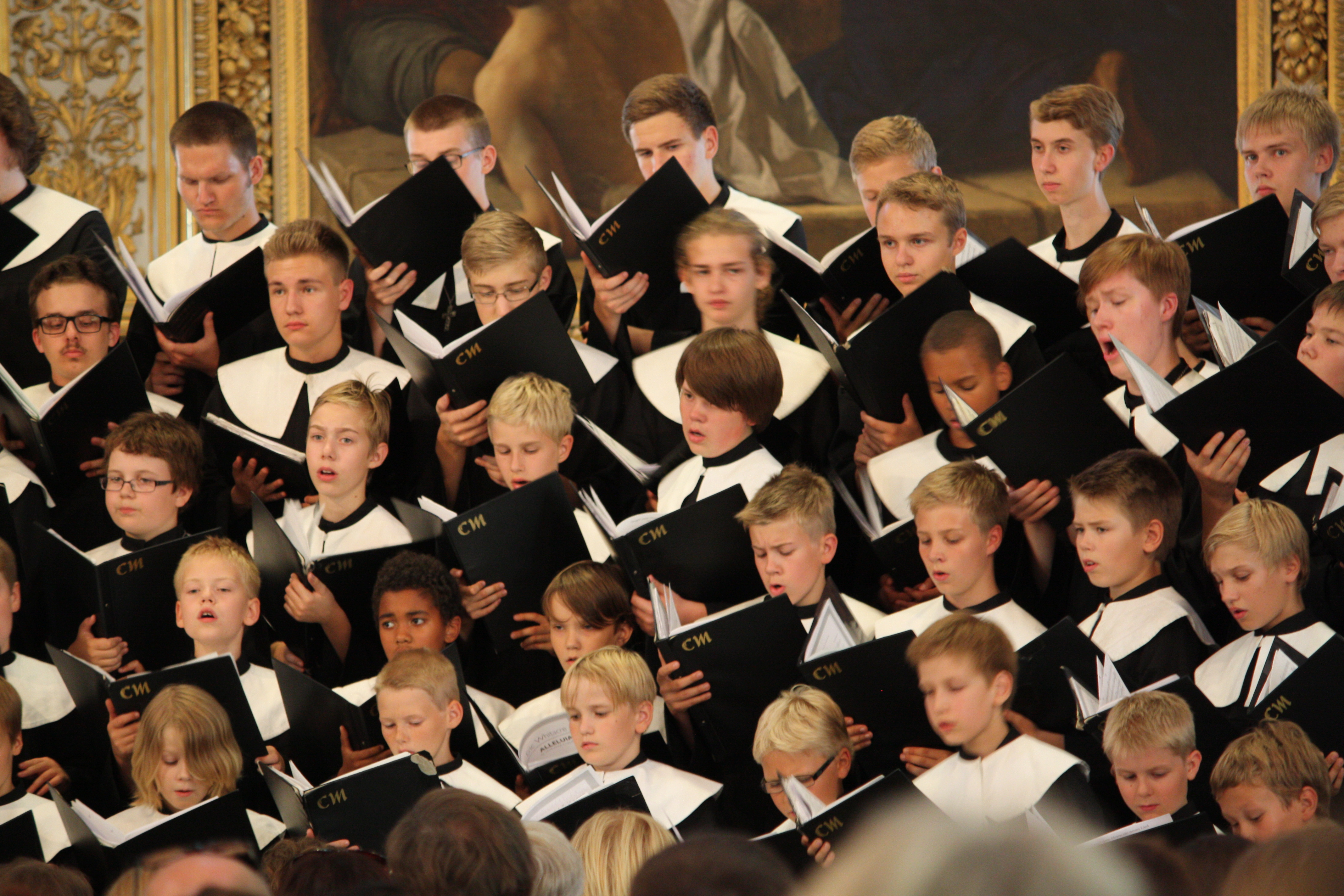
Cantores Minores i "Taiteiden yö"-konsert i Helsingfors domkyrka.

Cantores Minores är en finländsk gosskör som är knuten till Helsingfors domkyrka. Kören grundades 1952 av Tarmo Nuotio och Ruth-Esther Hillilä. Sedan 2005 har körens chefsdirigent varit  Hannu Norjanen. Körens repertoar utgörs av musik från medeltiden till nutid men framför allt av musik av Johann Sebastian Bach och moderna finländska tonsättare. Republikens president Sauli Niinistö är körverksamhetens och resornas permanenta beskyddare. 
Sedan kören bildades har över 3 000 pojkar ock unga män sjungit i Cantores Minores. Sångarna är i åldrarna 4–25 år.

## Kören
I år 2012 sjöng ca 140 sångare i huvudkören (A-kören). Efter målbrottet övergår pojkarna från diskantkören till manskören. Diskantkören övar tre gånger i veckan medan manskören övar två gånger. Cantores Minores har i genomsnitt 60 konserter per år varav tre är stora körverk med orkester. 

## Repertoar
Till Cantores Minores regelbundna repertoar hör bland annat Johann Sebastian Bachs körverk (Johannespassionen och Matteuspassionen, Juloratoriet, mässa h-moll och motetterna). Bland andra viktiga stora kyrkoverk kan omnämnas Brahms Ein deutsches Requiem, Mozarts Requiem och mässa c-moll och Mendelssohns Elias och Paulus. Körens a cappella–repertoar är ett tvärsnitt av den klassiska körlitteraturen. Finländsk körmusik är väl representerad av bland andra Einojuhani Rautavaara, Jukka Linkola, Joonas Kokkonen och Leevi Madetoja. Vid julen sjunger kören traditionella julvisor vid ett tiotal konserter. 

## Turnéer
Cantores Minores har gjort 56 utlandsturnéer, huvudsakligen till europeiska länder och Nordamerika.  På dessa turnéer har kören uppträtt i kyrkor och konsertsalar, till exempel Westminster Abbey i London, Notre-Dame i Paris, Shinshoji-templet i Narita i Japan, Stephansdomen i Wien och Peterskyrkan i Vatikanstaten. År 1982 hade Cantores Minores äran att sjunga för påven Johannes Paulus II och 2012 för Benedictus XVI.
- 1957 Sverige
- 1964 Östtyskland
- 1967 Östtyskland
- 1968 Sverige, Danmark, Västtyskland, Nederländerna
- 1969 Norge
- 1970 Västtyskland, Frankrike, Storbritannien, Schweiz
- 1972 Östtyskland, Schweiz, Sverige
- 1974 Sverige
- 1974 Västtyskland, Ungern, Österrike
- 1976 Västtyskland, Belgien, Frankrike, Schweiz
- 1978 Östtyskland
- 1980 Polen
- 1980 Västtyskland, Frankrike, Belgien
- 1981 Västtyskland, Schweiz
- 1982 Italien
- 1982 Amerikas förenta stater
- 1984 Sverige, Västtyskland
- 1985 Östtyskland
- 1986 Västtyskland
- 1988 Amerikas förenta stater
- 1989 Västtyskland, Östtyskland
- 1990 Sverige
- 1990 Västtyskland
- 1991 Tyskland
- 1991 Estland
- 1992 Tyskland
- 1993 Amerikas förenta stater
- 1994 Belgien, Frankrike
- 1995 Japan
- 1996 Sverige, Danmark, Tyskland
- 1996 Belgien, Tyskland
- 1997 Japan
- 1998 Amerikas förenta stater
- 1999 Ryssland
- 2000 Tyskland
- 2000 Sverige
- 2000 Japan
- 2001 Lettland
- 2001 Ungern
- 2002 Tyskland
- 2002 Tyskland, Tjeckien, Österrike, Schweiz
- 2003 Ryssland
- 2004 Tyskland
- 2004 Norge
- 2005 Sverige, Danmark
- 2006 Sverige
- 2006 Amerikas förenta stater, Kanada
- 2007 Ryssland
- 2008 Indien
- 2008 Tyskland
- 2009 Sverige
- 2010 Slovakien, Ungern, Kroatien, Slovenien, Österrike, Tyskland
- 2010 Tyskland
- 2011 Tyskland, Danmark
- 2012 Italien
- 2013 Norge

## Chefsdirigenter
- 1952–1954 Ruth-Esther Hillilä
- 1954–1958 Peter Lacovich
- 1959–1960 Harald Andersén
- 1960–1962 Peter Lacovich
- 1962–1987 Heinz Hofmann
- 1987–2004 Christian Hauschild
- 2005– Hannu Norjanen